# 에스타디오 데펜소레스 델 차코
에스타디오 데펜소레스 델 차코(스페인어: Estadio Defensores del Chaco)는 파라과이 아순시온에 위치한 경기장으로 수용 인원은 42,354명이다. 클루브 나시오날, 클루브 과라니, 클루브 올림피아, 파라과이 축구 국가대표팀의 홈 구장으로 사용되고 있다.
1917년에 개장했으며 개장 당시에는 아순시온 근교에 위치한 사호니아(Sajonia)에 있었기 때문에 에스타디오 데 푸에르토 사호니아(Estadio de Puerto Sajonia)라고 명명했다. 현재의 경기장 이름은 스페인어로 "차코의 수호자들"을 뜻하는데 이는 파라과이와 볼리비아 사이에서 일어난 차코 전쟁에 참전한 파라과이의 군인들을 기념하기 위해 유래된 이름이다.

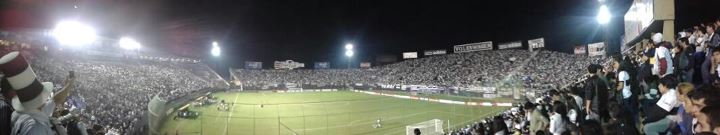
경기장 파노라마

## 같이 보기
- 파라과이 축구 국가대표팀

[[분류: